# Cleisostoma minax
Cleisostoma minax är en orkidéart som först beskrevs av Heinrich Gustav Reichenbach, och fick sitt nu gällande namn av Gunnar Seidenfaden. Cleisostoma minax ingår i släktet Cleisostoma, och familjen orkidéer.
Artens utbredningsområde är Java. Inga underarter finns listade i Catalogue of Life.